# Адольф, Викентий Андреевич
Викентий Андреевич Адольф (1885, Москва — 16 января 1966, там же) — русский и советский искусствовед, краевед.

## Биография
Родился в 1885 году в Москве. Образование получил также в Москве. До Великой Октябрьской революции занимал должность преподавателя в частной мужской гимназии, которая была учреждена его отцом, которая считалась лучшей гимназией в Москве. Во времена становления РСФСР вёл краеведческую работу в школах 2-й ступени. Начиная с начала 1920-х годов активно работал в обществе Старая Москва и занимал должность секретаря протокольной комиссии. Составил первую усадебную карту Московского уезда. Вскоре общество Старая Москва вошло в состав Общества изучения Московской губернии и он стал его членом. В марте 1934 года ОГПУ выделило в отдельное производство дело об участии Викентия Адольфа в антисоветской организации Российская национальная партия и был арестован. Через несколько лет его выпустили на свободу и он завязал с членством в организациях. Устроился на работу преподавателем по географии в училище Большого театра, также много путешествовал. В октябре 1964 года был реабилитирован.
Скончался 16 января 1966 года в Москве. Похоронен на Донском кладбище.

## Научные работы
Под редакцией Адольфа издается К. И. Тихомировым в Москве «Педагогическая Библиотека», цель которой — дать в русском переводе важнейшие произведения иностранной педагогической литературы. Для неё Андреем Адольфом переведены избранные сочинения Иоганна Гербарта и, совместно с С. И. Любомудровым, педагогические труды Коменского, также отдельно его «Великая дидактика», с латинским текстом (М., 1895).
Работа протокольной комиссии секции "Старая Москва"//Московский краевед, 1928. Вып.3. С.61-62.ə